# Шугайда Макарій
Макарій Шугайда (хресне ім'я Михайло; бл. 1690, Стражське — 18 лютого 1778, Красний Брід, тепер Словаччина) — церковний діяч і педагог, ігумен кількох василіянських монастирів у Словаччині та на Закарпатті (у Красному Броді, Бедевлі й Мукачеві), протоігумен василіян провінції святого Миколая на Закарпатті (1758–1766).

## Життєпис
Наприкінці 1734 р. вступив до Свято-Миколаївського монастиря на Чернечій горі в Мукачеве. Будучи послушником, упродовж трьох років служив при єпископові Симеонові Ольшавському і одночасно вивчав богослов'я. По смерті єпископа (1737 р.) відбув приписану вступну пробу (новіціят) до Василіянського Чину, склав монаші обіти і 1739 р. був висвячений на священника. По свяченнях виконував обов'язки економа по різних монастирях. 1755 р. призначений ігуменом монастиря Зіслання Святого Духа в Красному Броді. Тут він розпочав розбудову монастиря, щоб можна було примістити студії для молодих василіян, проте вже 1757 р. був переведений до монастиря в Бедевлі, звідки мав обов'язок нагляду над усіма занедбаними монастирями Мармарощини. 1758 р. обраний на уряд протоігумена, який виконував упродовж восьми років, після чого знову повернувся до монастиря в Красному Броді, а 1772 р. призначений ігуменом того ж монастиря.
1762 р. в Краснобрідському монастирі заснував школу з філософськими класами, в якій упродовж двох років навчалося шестеро молодих монахів. Для трьох із них він опісля роздобув три стипендії на навчання в єзуїтській богословській академії в Кошицях, яку всі троє закінчили зі ступенем доктора богослов'я і, як професори, дали початок василіянській філософсько-богословській школі при монастирі святого Михаїла в Маріяпоч.
Помер у Красному Броді 18 лютого 1778 р.